# Wimbledon Championships 1984
Die 98. Wimbledon Championships fanden vom 25. Juni bis zum 8. Juli 1984 in London, Großbritannien statt. Ausrichter war der All England Lawn Tennis and Croquet Club.

## Herreneinzel

### Setzliste
| Nr. | Spieler         | Erreichte Runde |
| --- | --------------- | --------------- |
| 01. | John McEnroe    | Sieg            |
| 02. | Ivan Lendl      | Halbfinale      |
| 03. | Jimmy Connors   | Finale          |
| 04. | Mats Wilander   | 2. Runde        |
| 05. | Jimmy Arias     | Achtelfinale    |
| 06. | Andrés Gómez    | Viertelfinale   |
| 07. | Yannick Noah    | Rückzug         |
| 08. | José Luis Clerc | Rückzug         |

| Nr. | Spieler          | Erreichte Runde |
| --- | ---------------- | --------------- |
| 09. | Henrik Sundström | 2. Runde        |
| 10. | Anders Järryd    | 1. Runde        |
| 11. | Kevin Curren     | Achtelfinale    |
| 12. | Johan Kriek      | Achtelfinale    |
| 13. | Tomáš Šmíd       | Viertelfinale   |
| 14. | Bill Scanlon     | Achtelfinale    |
| 15. | Vitas Gerulaitis | Achtelfinale    |
| 16. | Tim Mayotte      | Achtelfinale    |

## Dameneinzel

### Setzliste
| Nr. | Spielerin           | Erreichte Runde |
| --- | ------------------- | --------------- |
| 01. | Martina Navratilova | Sieg            |
| 02. | Chris Evert-Lloyd   | Finale          |
| 03. | Hana Mandlíková     | Halbfinale      |
| 04. | Pam Shriver         | Viertelfinale   |
| 05. | Zina Garrison       | 2. Runde        |
| 06. | Kathy Jordan        | Halbfinale      |
| 07. | Manuela Maleewa     | Viertelfinale   |
| 08. | Kathy Horvath       | 2. Runde        |

| Nr. | Spielerin            | Erreichte Runde |
| --- | -------------------- | --------------- |
| 09. | Wendy Turnbull       | Achtelfinale    |
| 10. | Jo Durie             | Viertelfinale   |
| 11. | Lisa Bonder          | 3. Runde        |
| 12. | Claudia Kohde-Kilsch | Achtelfinale    |
| 13. | Barbara Potter       | Achtelfinale    |
| 14. | Helena Suková        | Achtelfinale    |
| 15. | Andrea Temesvári     | Achtelfinale    |
| 16. | Carling Bassett      | 3. Runde        |

## Herrendoppel

### Setzliste
| Nr. | Paarung                         | Erreichte Runde |
| --- | ------------------------------- | --------------- |
| 01. | Peter Fleming John McEnroe      | Sieg            |
| 02. | Mark Edmondson Sherwood Stewart | Viertelfinale   |
| 03. | Tim Gullikson Tom Gullikson     | Viertelfinale   |
| 04. | Kevin Curren Steve Denton       | Viertelfinale   |
| 05. | Pat Cash Paul McNamee           | Finale          |
| 06. | Pavel Složil Tomáš Šmíd         | Achtelfinale    |
| 07. | Sandy Mayer Ferdi Taygan        | Halbfinale      |
| 08. | Carlos Kirmayr Cássio Motta     | 1. Runde        |

| Nr. | Paarung                        | Erreichte Runde |
| --- | ------------------------------ | --------------- |
| 09. | Stefan Edberg Anders Järryd    | Achtelfinale    |
| 10. | Heinz Günthardt Balázs Taróczy | Achtelfinale    |
| 11. | Bernie Mitton Butch Walts      | 1. Runde        |
| 12. | John Alexander John Fitzgerald | Viertelfinale   |
| 13. | Tony Giammalva Steve Meister   | 1. Runde        |
| 14. | Broderick Dyke Wally Masur     | Achtelfinale    |
| 15. | Colin Dowdeswell Van Winitsky  | 1. Runde        |
| 16. | Ken Flach Robert Seguso        | Achtelfinale    |

## Damendoppel

### Setzliste
| Nr. | Paarung                              | Erreichte Runde |
| --- | ------------------------------------ | --------------- |
| 01. | Martina Navratilova Pam Shriver      | Sieg            |
| 02. | Anne Hobbs Wendy Turnbull            | 2. Runde        |
| 03. | Kathy Horvath Virginia Ruzici        | 1. Runde        |
| 04. | Barbara Potter Sharon Walsh          | Halbfinale      |
| 05. | Rosalyn Fairbank Candy Reynolds      | Viertelfinale   |
| 06. | Jo Durie Ann Kiyomura-Hayashi        | Halbfinale      |
| 07. | Kathy Jordan Anne Smith              | Finale          |
| 08. | Claudia Kohde-Kilsch Hana Mandlíková | Viertelfinale   |

| Nr. | Paarung                               | Erreichte Runde |
| --- | ------------------------------------- | --------------- |
| 09. | Andrea Leand Mary-Lou Piatek          | 2. Runde        |
| 10. | Christiane Jolissaint Marcella Mesker | 2. Runde        |
| 11. | Leslie Allen Anne White               | Achtelfinale    |
| 12. | Mima Jaušovec Virginia Wade           | Achtelfinale    |
| 13. | Barbara Jordan Elizabeth Sayers       | 2. Runde        |
| 14. | Bettina Bunge Eva Pfaff               | 1. Runde        |
| 15. |                                       |                 |
| 16. | Zina Garrison Lori McNeil             | 2. Runde        |

## Mixed

### Setzliste
| Nr. | Paarung                        | Erreichte Runde |
| --- | ------------------------------ | --------------- |
| 01. | John Lloyd Wendy Turnbull      | Sieg            |
| 02. | Steve Denton Kathy Jordan      | Finale          |
| 03. | Dick Stockton Anne Smith       | Achtelfinale    |
| 04. | Mike Estep Martina Navratilova | Viertelfinale   |

| Nr. | Paarung                           | Erreichte Runde |
| --- | --------------------------------- | --------------- |
| 05. | Kevin Curren Andrea Temesvári     | Viertelfinale   |
| 06. |                                   |                 |
| 07. | Sherwood Stewart Elizabeth Sayers | Halbfinale      |
| 08. | Marty Riessen Anne Hobbs          | Viertelfinale   |